# Die Försterchristl
Personnages
- Christine (Soubrette)
- Franz Földessy (Ténor)
- L'Empereur Joseph (Ténor)
- Comtesse Joséphine Sternfeld (Soprano)
- Peter Walperl (Ténor bouffon)
- Hans Lange, le garde forestier, le père de Christine (rôle parlé)
- Comte Sternfeld (Baryton)
- Comte Kolonitzky, adjudant général (rôle parlé)
- Comte von Leoben, Oberhofmeister (rôle parlé)
- Chambellan von Reutern (rôle parlé)
- La baronne von Othegraven (rôle parlé)
- Minka, une bohémienne (rôle parlé)
- Courtisans, gendarmes, gardes, citoyens, paysans, gitans (chœur)

Airs
- Herr Kaiser, Herr Kaiser, du liebe Majestät (Valse)
- Steht ein Mädel auf der Puszta (Csárdás)
- Ich tu nur bös, bin sonst fidel (Valse)
- Will ich einen Liebsten haben (Valse)
- Ein Mädel ohne jeden Fehl (Valse)
- Gebt mir die Geigen der ganzen Welt (Valse)

Die Försterchristl (ou: Die Försterchristel) est une opérette en trois actes de Georg Jarno sur un livret de Bernhard Buchbinder.
La première a lieu le 17 décembre 1907 à Vienne, au Theater in der Josefstadt, dont Josef Jarno (de), le frère du compositeur, est le directeur. La chanteuse et actrice Hansi Niese, qui tient le rôle-titre, est son épouse.

## Synopsis
Premier acte
Décor : Clairière avec la maison forestière
Le garde forestier Hans Lange a une belle fille nommée Christine, mais que tout le monde appelait Christelle. Deux jeunes hommes tentent de gagner son cœur. Le premier est Franz Földessy, l'intendant du château, pour Christine a des sentiments ; l'autre est Peter Walperl qui est jaloux et énervant car il veut tout savoir.
Un jour, Christine découvre un étranger qui chasse illégalement. Elle ne reconnaît pas qu'il s'agit de l'Empereur. Christine l'arrête et lui prend sa montre en gage d'une amende. L'empereur lui laisse qu'il n'est qu'un braconnier. Il rit aussi en l'entendant parler de l'empereur et de la cour.
La comtesse Joséphine Sternfeld n'accepte pas que l'intendant de son père fasse les yeux doux à Christine. Elle est tout autant tourmentée par la jalousie que Walperl. Pour se débarrasser de son rival, il l'accuse d'être un déserteur. En effet, il y a peu de temps, Földessy a frappé un lieutenant parce qu'il séduisait sa jeune sœur. Afin d'échapper à la prison, il a préféré alors de fuir. Lorsqu'elle apprend la nouvelle, elle le dénonce et le fait emprisonner.
Christine est désespérément malheureuse. Elle veut tout tenter pour sauver son amour. Elle se rend à Vienne afin de demander à l'Empereur en personne une grâce pour son fiancé.
Second acte
Décor : Salle du château de Vienne
La boule au ventre, Christine attend que quelqu'un veuille faire attention à elle pour obtenir une audience avec l'Empereur. Elle tombe sur le chasseur qu'elle a arrêté et qui lui dit qu'il fait partie du personnel du château. Ils discutent et il lui promet d'obtenir une audience. Celle-ci a rapidement lieu, c'est alors que Christine réalise qu'il s'agissait de l'Empereur. Au début, elle craint d'avoir commis une faute puis se reprend. L'Empereur est la gentillesse en personne. Il lui parle comme s'ils étaient de vieilles connaissances. Un bal se tient, Sa Majesté lui donne non seulement la première danse, mais aussi un baiser. Bien sûr, l'Empereur accorde sa grâce à Földessy. Mais chacun se rend compte maintenant être amoureux de l'autre.
Troisième acte
Décor : Chambre de la maison forestière
De retour chez elle, Christine tente de ravoir qu'elle a pour Franz maintenant libéré. Car l'Empereur demeure dans son esprit. Extraordinairement, l'Empereur vient lui rendre visite. Il souhaite la voir une dernière fois et lui expliquer que leur amour est impossible avec la raison d'État. Il offre à Christine une bague en souvenir et nomme Franz maître forestier (Oberhofmeister). Christine et Franz se tombent dans les bras et s'embrassent.

## Orchestre
Deux flûtes, deux hautbois, deux clarinettes, deux bassons, quatre cors, deux trompettes, trois trombones, harpe et cordes

## Enregistrements
- 1955 : Westdeutscher Rundfunk – Franz Marszalek
Herta Talmar (Christelle); Peter René Körner (Empereur Joseph II); Franz Fehringer (Franz Földessy); Peter Alexander (Peter Walperl); Käthe Graus (Comtesse Joséphine)
Hamburger Archiv für Gesangskunst 30140 (2 CD)

- 196? : Ariola – Werner Schmidt-Boelcke
Margit Schramm (Christelle); Rudolf Schock (Franz Földessy); Helga Wisniewska (Comtesse Joséphine)
Ariola Eurodisc 89 873 IE (1 LP)

## Adaptations
- Die Försterchristl, film allemand réalisé par Arthur Maria Rabenalt sorti en 1952.
- Christelle et l'empereur, film allemand réalisé par Franz Josef Gottlieb sorti en 1962.

## Source, notes et références
- (de) Cet article est partiellement ou en totalité issu de l’article de Wikipédia en allemand intitulé « Die Försterchristl (Operette) » (voir la liste des auteurs).